# Ранитидин
Ранитиди́н (Ranitidin) — противоязвенный лекарственный препарат, относящийся к группе блокаторов H2-гистаминовых рецепторов, препарат второго поколения. Действие ранитидина основано на снижении секреции желудочного сока. Ранее входил в перечень жизненно необходимых и важнейших лекарственных препаратов.
В сентябре 2019 года в ранитидине, выпущенном многими производителями, был обнаружен N-диметилнитрозамин (NDMA), являющийся канцерогеном, в связи с чем многие национальные и региональные агентства по контролю качества лекарственных средств стали отзывать регистрационные свидетельства данного препарата. В апреле 2020 года из-за риска канцерогенности ранитидин был отозван с рынка США и было приостановлено действие регистрационных свидетельств в Европейском Союзе и Австралии.
По состоянию на 2021 год отозван Росздравнадзором.

## Синонимы
Апо-Ранитидин, Аситэк, Ацидекс, Ацилок-Е, Ген-Ранитидин, Гертокалм, Ги-кар, Гистак, Дуоран, Зантак, Зоран, Неосептин-Р, Ново-Ранитидин, Ново-Ранидин, Пепторан, Раниберл, Ранигаст, Ранисан, Ранисон, Ранитаб, Ранитал, Ранитард, Ранитидин-Берлин-Хеми, Ранитидин-БМС, Ранитидин-Ратиофарм, Ранитин, Рантаг, Рантак, Ринтид, Рэнкс, Улкодин, Улкосан, Улькуран, Ульсерекс, Язитин

## Форма

### Физическая
Таблетки, покрытые оболочкой 150 мг и 300 мг.

### Химическая
N-2-5-(Диметиламино) метил фурфурил-тио-этил-N'-метил-2-нитро-1,1-этилендиамин

## Состав
- Ранитидин гидрохлорид.

## Фармакологическое действие
Ранитидин — противоязвенное средство, относится к группе блокаторов гистаминовых Н2-рецепторов, размещённых в париетальных клетках слизистой оболочки желудка. Ранитидин оказывает конкурентное ингибирование секреции слизистой оболочки желудка уменьшением общего объёма желудочного сока и снижением активности пепсина. Данное противосекреторное действие является основой эффективного действия ранитидина при всех заболеваниях, сопровождающихся повышенной секрецией желудка.
Ранитидин действует продолжительно, поэтому разовая доза 150 мг эффективно подавляет секрецию соляной кислоты. После приёма внутрь ранитидин быстро всасывается из желудочно-кишечного тракта, а предельной концентрации достигает в течение 2 часов.
Всасывание не нарушается и при одновременном приёме пищи или антацидных средств (не желателен приём антацидных препаратов в течение 2 часов после употребления ранитидина). Ранитидин выводится из организма почками и, в основном, в качестве неизменного активного вещества. Около 40% препарата выводится из организма через 24 часа.

## Показания
Ранитидин применяется при:
- язвенной болезни желудка и двенадцатиперстной кишки, рефлюкс-эзофагите, синдроме Золлингера-Эллисона;
- хроническом приступе желудочной диспепсии, сопровождающейся эпигастральными и ретростернальными (загрудинными) болями;
- состояниях, при которых уменьшение желудочной секреции и продукция кислоты желательно (профилактика кровотечений из верхних отделов ЖКТ, вызванных стрессовым изъязвлением);
- профилактике рецидивов кровотечений у пациентов, страдающих пептической язвой;
- профилактике аспирации желудочного сока у больных, которым проводятся операции под наркозом — синдром Мендельсона, в особенности у беременных женщин во время родовых схваток.

## Противопоказания
Абсолютные противопоказания для применения ранитидина в медицинской литературе не описаны, однако следует с осторожностью назначать препарат беременным женщинам и кормящим матерям, так как ранитидин проходит через плацентарный барьер и проникает в грудное молоко. Однако его применение для профилактики аспирации желудочного сока в период родовых схваток не оказывает никаких побочных действий на ход родов.
Следует соблюдать осторожность при определении режима дозирования ранитидина больным с почечной и печёночной недостаточностью и детям в возрасте до 14 лет. При применении ранитидина необходимо исключить возможность наличия злокачественного заболевания желудка. 
Курение снижает эффективность ранитидина.
В число противопоказаний входит повышенная чувствительность к ранитидину.
Ранитидин противопоказан людям с острой порфирией в анамнезе, поскольку между приемом ранитидина и острой порфирией может существовать связь . 

## Побочные действия
- Со стороны сердечно-сосудистой системы: в единичных случаях (при в/в введении) — AV-блокада.
- Со стороны пищеварительной системы: редко — диарея, запор; в единичных случаях — гепатиты.
- Со стороны ЦНС: редко — головная боль, головокружение, чувство усталости, нечеткость зрения; в единичных случаях (у тяжелобольных) — спутанность сознания, галлюцинации.
- Со стороны системы кроветворения: редко— тромбоцитопения; при длительном применении в высоких дозах — лейкопения.
- Со стороны обмена веществ: редко — незначительное повышение креатинина в сыворотке крови в начале лечения.
- Со стороны эндокринной системы: при длительном применении в высоких дозах возможны увеличение содержания пролактина, гинекомастия, аменорея, импотенция, снижение либидо.
- Со стороны костно-мышечной системы: очень редко — артралгия, миалгия.
- Аллергические реакции: редко — кожная сыпь, крапивница, ангионевротический отёк, анафилактический шок, бронхоспазм, артериальная гипотензия.
- Прочие: редко — рецидивирующий паротит; в единичных случаях — выпадение волос.

## Применение

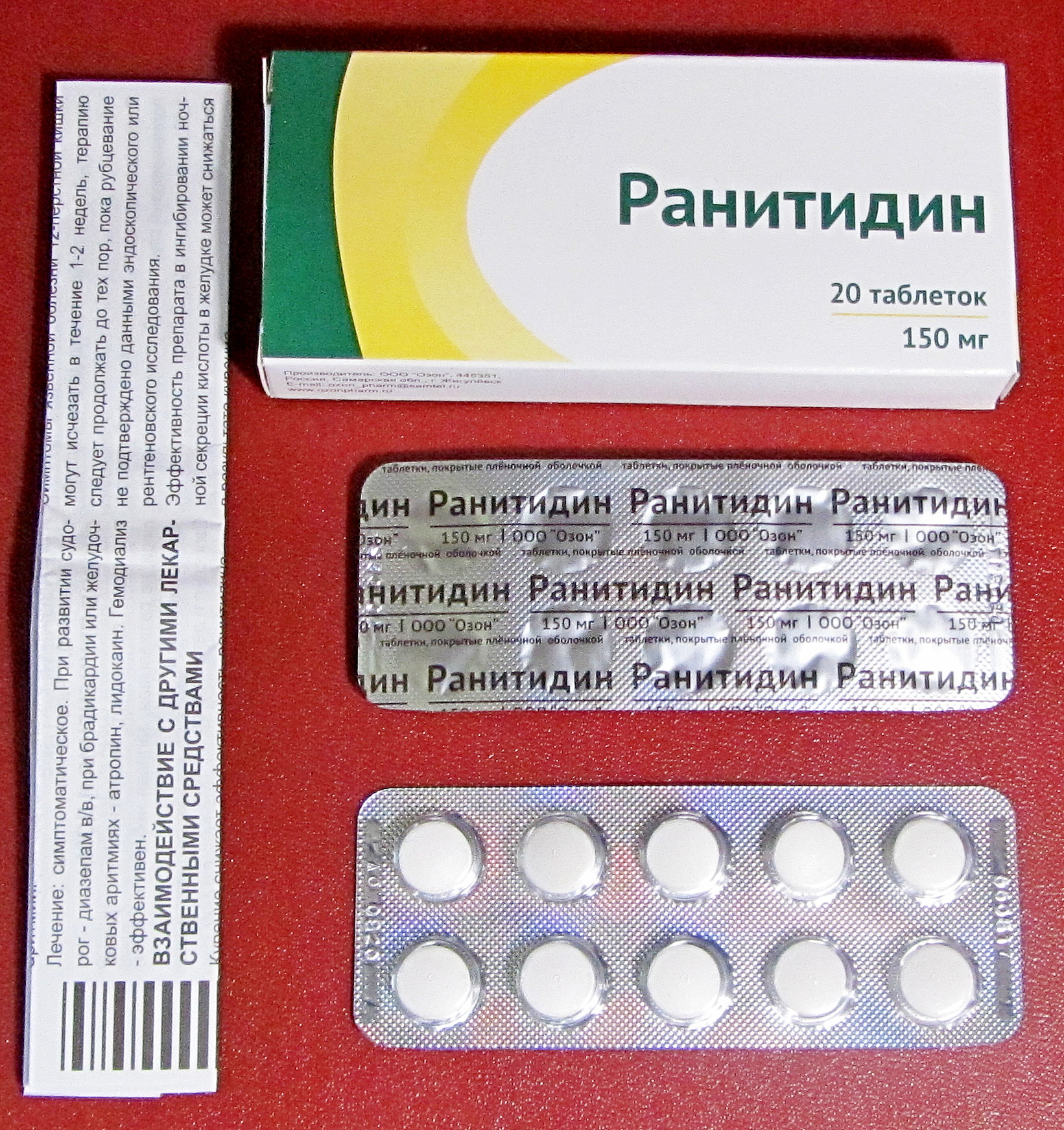
Ранитидин

Обычно назначают по 150 мг два раза в день, утром перед едой и вечером перед сном. Во время курсового лечения язвы желудка и двенадцатиперстной кишки, рефлюкс-эзофагита рекомендуется применение препарата в разовых дозах по 300 мг перед сном. Продолжительность курса лечения чаще всего составляет 6—8 недель. При выше указанных показаниях поддерживающая терапия составляет 150 мг перед сном. Курс лечения: 2—3 месяца или 1 год.
При рефлюкс-эзофагите препарат назначают в дозе по 150 мг 2 раза в день или по 300 мг перед сном. Курс лечения — 8 недель.
При синдроме Золлингера-Эллисона начальная доза составляет 150 мг 3 раза в день, а при необходимости её можно увеличить до 600 или 900 мг, разделённых в три приёма. Больным с хроническими приступами желудочной диспепсии рекомендуется препарат назначать в дозе по 150 мг/2 раза в день. Курс лечения — 6 недель.
Для профилактики кровотечений из верхних отделов ЖКТ, вызванных стрессом у тяжело больных или для профилактики рецидивов кровотечений, вызванных пептическими изъязвлениями, рекомендуется назначать ранитидин в дозе по 150 мг 2 раза в день.
Больным с повышенным риском аспирации желудочного содержимого при операционном наркозе рекомендуется применение разовой дозы внутрь 150 мг за 2 — 4 часа до введения общей анестезии, а желательно применение 150 мг накануне хирургического вмешательства.
Больным с почечной недостаточностью рекомендуется уменьшение применяемых доз.

## Лекарственное взаимодействие
- При одновременном применении с антацидами возможно уменьшение абсорбции ранитидина.
- При одновременном применении с антихолинергическими средствами возможно нарушение памяти и внимания у пациентов пожилого возраста.
- При одновременном применении с варфарином возможно уменьшение клиренса варфарина. Описан случай развития гипопротромбинемии и кровотечения у пациента, получающего варфарин.
- При одновременном применении с висмута трикалия дицитратом возможно нежелательное повышение абсорбции висмута; с глибенкламидом — описаны случаи развития гипогликемии; с кетоконазолом, итраконазолом — уменьшается абсорбция кетоконазола, итраконазола.
- При одновременном применении с метопрололом возможно повышение концентрации в плазме крови и увеличение AUC и T1/2 метопролола.
- При одновременном применении с сукральфатом в высоких дозах (2 г) возможно нарушение абсорбции ранитидина.
- При одновременном применении с прокаинамидом возможно снижение выведения прокаинамида почками, что приводит к повышению его концентрации в плазме крови.
- Имеются данные о повышении абсорбции триазолама при его одновременном применении, по-видимому, в связи с изменением pH содержимого желудка под влиянием ранитидина.
- Полагают, что при одновременном применении с фенитоином возможно повышение концентрации фенитоина в плазме крови и увеличение риска развития токсичности.
- При одновременном применении с фуросемидом умеренно выражено повышение биодоступности фуросемида.
- Нельзя исключить некоторое повышение концентрации циклоспорина в плазме крови при его одновременном применении с ранитидином.